# Proton Perdana
O Perdana é um modelo de porte médio da Proton.

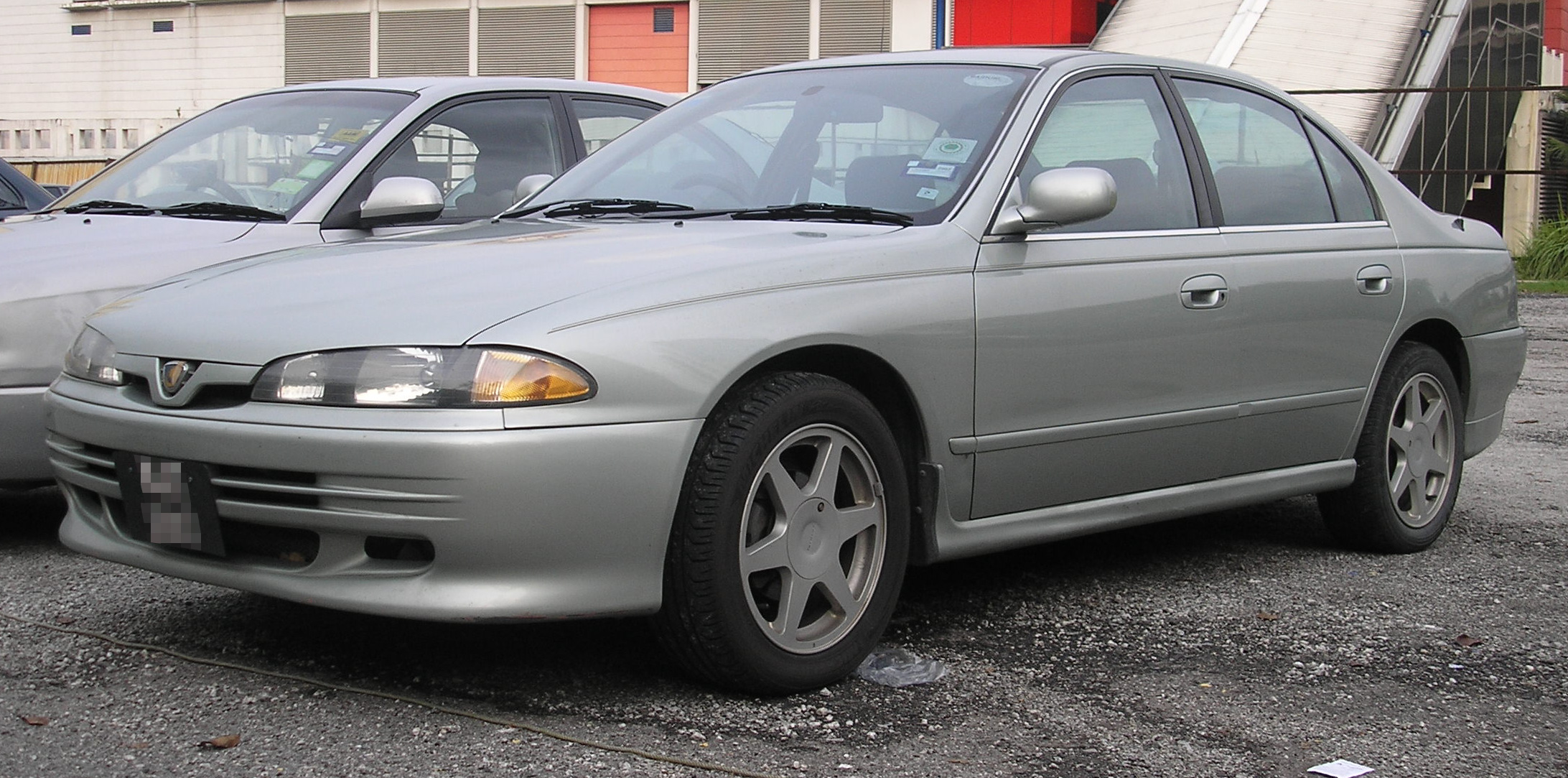
Perdana V6 (1999-2003)
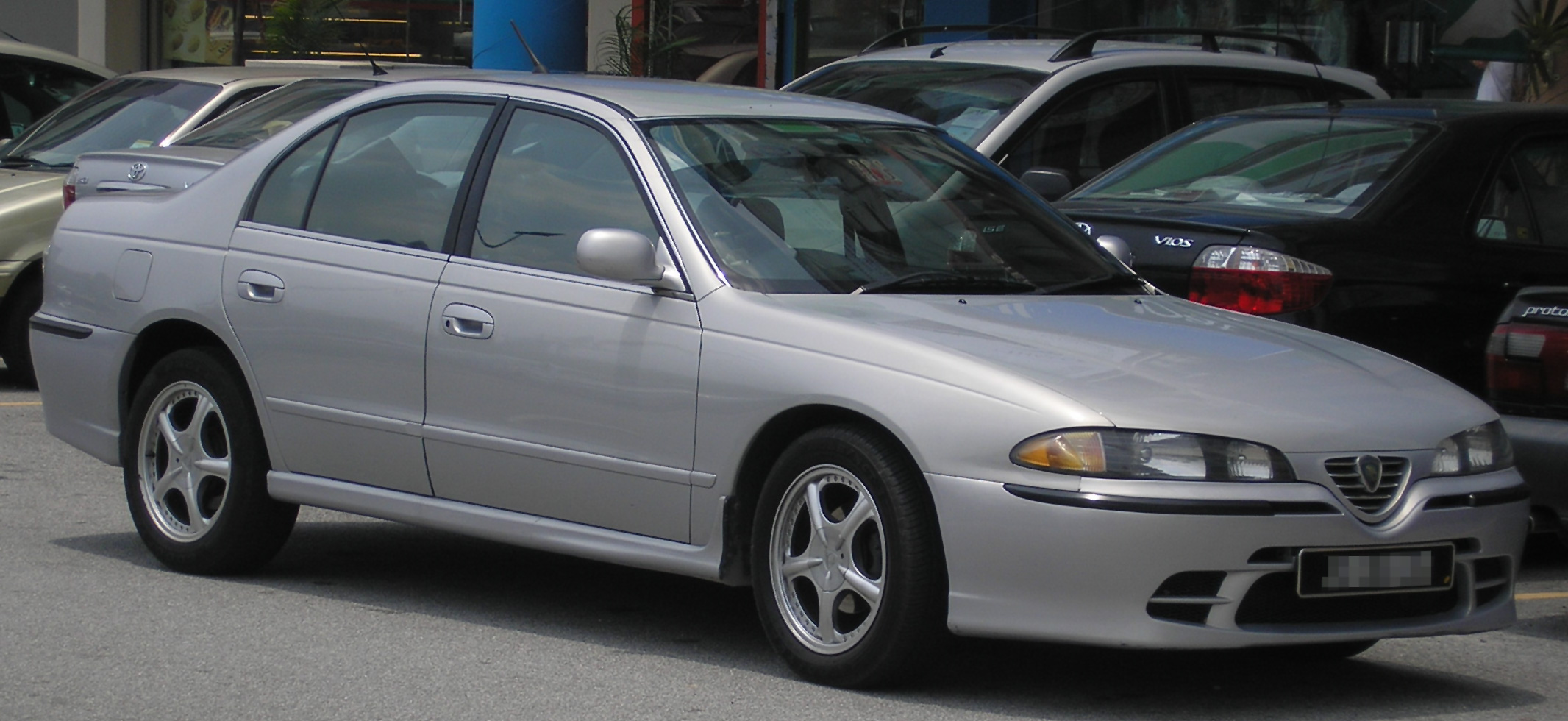
Perdana V6 (2003-2010)
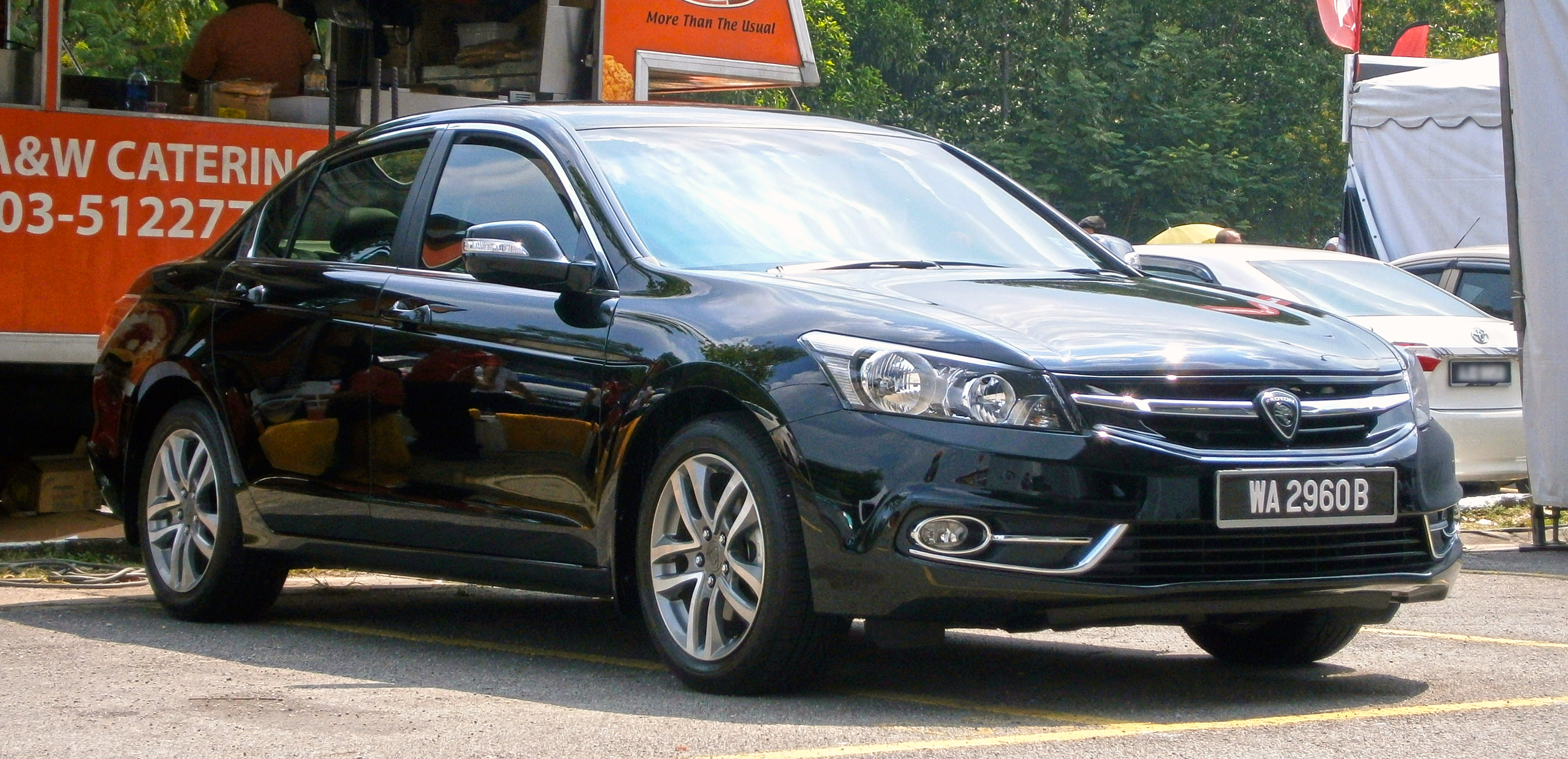
Perdana 2ª geração